# Tambo (pohoří)
Tambo (italsky Gruppo di Tambo;německy Tambo Alpen) je pohoří ležící na území Itálie svou větší částí a ve Švýcarsku svou menší plochou, avšak vysoko vyzdviženou. Plošně je pohoří poměrně rozlehlé (2900 km²), mezi turisty ale v celku málo vyhledávané. Geograficky je zařazováno do Západních Alp, v Italských zdrojích je skupina udávána spolu s pohořími Platta a Tessinskými Alpami pod celek Lepontinské Alpy. Nejvyšším vrcholem pohoří je Tambohorn (Pizzo Tambo, 3279 m).

## Poloha
Polohu pohoří Tambo určuje na jihu spojnice Lago Maggiore – Varese – Como – Lago di Como. Východ území ohraničuje údolí Valle San Giacomo, v kterém jej dělí řeka Lira od sousední skupiny Platta. Na severu je pohoří odděleno silničním sedlem Splügenpass (2113 m) a severozápadní hranici tvoří údolí řeky Moesa.

## Geografie
Pohoří se dělí na mnoho jednotlivých skupin. Jsou to masivy Tambo (zde leží nejvyšší vrchol), Varese Alpi, Alpi Lombardi, Camogne-Tamaro, Martel, Corbet, Generoso a mnoho dalších, menších masivů. Nejvyšší vrchol pohoří Tambohorn se nalézá na území Švýcarska, kde se také nalézá několik menších ledovců. V okolí jezer Maggiore a Como je krajina pohoří zcela odlišná. Zde vládnou travnaté kopce a všude je plno zeleně. Tyto jižní oblasti jsou hustě osídlené (města Lecco, Varese, Como).

### Významné vrcholy
- Tambohorn (3279 m)
- Pizzi dei Piani (3151 m)
- Pizzo Ferrè (3103 m)
- Pizzo Zoccone (3029 m)
- Corbet (3026 m)
- Pizzo Quadro (3013 m)
- Piz Lumbreda (2982 m)
- Pizzo Forato (2957 m)
- Guggernüll (2886 m)
- Einshorn (2862 m)
- Pizzo Uccello (2719 m)
- Pizzo della Forcola (2675 m)
- Martel (2459 m)
- Marmontana (2316 m)
- Camoghé (2228 m)
- Monte Generoso (1701 m)